# The Hawthorns
The Hawthorns este un stadion de fotbal din West Bromwich, West Midlands, Anglia, având o capacitate de 26.688 de locuri. Este stadionul pe care echipa West Bromwich Albion F.C. își desfășoară meciurile de pe teren propriu încă din 1900, acesta devenind cel de-al șaselea teren utilizat de club. Hawthorns a fost primul teren al unei echipe din Football League care a fost construit în secolul al XX-lea, deschizându-se în septembrie 1900 după ce lucrările de construcție au durat doar 4 luni. Recordul de asistență pe acest stadion este de 64.815, stabilit în 1937.